# Ruth Ziervogel-Tamm
Ruth Ziervogel-Tamm (* 13. August 1910 in Aachen als Ruth Tamm; † 23. April 2009 in Bonn) war eine deutsche Kunsthistorikerin. Sie war 1950 bis 1955 die erste Geschäftsführerin des Deutschen Akademischen Austauschdienstes nach der Neugründung sowie 1954 bis 1956 die erste Geschäftsführerin der Alexander von Humboldt-Stiftung nach der Wiedererrichtung.

## Biografie
Ruth Tamm promovierte in Kunstgeschichte zum Dr. Phil. und war auf Japan spezialisiert. Sie nahm am ersten Deutschen Kunsthistorikertag 1948 in Brühl teil. Mit der Neugründung des Deutschen Akademischen Austauschdienstes (DAAD) 1950 durch den von den Alliierten dazu beauftragten Theodor Klauser wurde sie die erste Geschäftsführerin der Selbstverwaltungsorganisation und übte dieses Amt bis 1955 aus.
Parallel wurde sie 1954 die erste hauptamtliche Geschäftsführerin der Alexander von Humboldt-Stiftung nach der Wiedererrichtung der Stiftung im Dezember 1953. Gemeinsam mit dem ersten Präsidenten Werner Heisenberg baute sie die Organisation auf und legte die Grundlagen für die Förderung von ausländischen Gastwissenschaftlerinnen und Gastwissenschaftlern in Deutschland. Sie prägte dabei das bis heute gültige Verständnis als „weltweite Humboldt-Familie“. 1956 verließ sie aus familiären Gründen den aktiven Dienst, blieb der Humboldt-Stiftung aber verbunden. Sie beteiligte sich an den Kontakten zu Gastwissenschaftlern und baute insbesondere Beziehungen zu führenden japanischen Germanisten aus.

## Publikationen (Auswahl)
- Heino Lederer (Zusammenstellung), Ruth Ziervogel-Tamm (Erweiterung): Vademecum der Auslandskulturarbeit : Informationen über die Tätigkeit amtlicher Stellen, Mittlerorganisationen und Institutionen in der auswärtigen Kulturarbeit (= Schriftenreihe des Instituts für Auslandsbeziehungen Stuttgart / Reihe Dokumentation. Nr. 5). 2. Auflage. 1980, DNB 820002291 (Im Auftrag des Auswärtigen Amtes, Abteilung für Auswärtige Kulturpolitik).